# Torfaen
Torfaen es una autoridad unitaria en el sur de Gales (Reino Unido). Limita al sur con la ciudad de Newport, el condado de Monmouthshire al oriente, con Caerphilly al occidente y Blaenau Gwent al noroccidente.

## Localidades con población (año 2016)
- Abersychan 7,735
- Blaenavon 5,753
- Cwmbran 47,055
- Pontypool 28,883[3]